# Reinhard Körner
Reinhard Körner OCD (* 1951 im Landkreis Cottbus) ist ein deutscher Karmelit, Autor, Referent und Exerzitienleiter.

## Biographie
Reinhard Körner studierte in den Jahren von 1969 bis 1975 Theologie an der Katholisch-Theologischen Fakultät in Erfurt. Im Jahr 1977 wurde er zum Priester geweiht und war anschließend vier Jahre als Kaplan in Görlitz tätig. Im Anschluss daran trat er 1982 in den Karmel ein. 1990 wurde Körner im Fachbereich Theologie der Spiritualität mit einer Arbeit über Johannes vom Kreuz (zum Verhältnis von rationalem Denken und mystischer Erfahrung) an der Katholisch-Theologischen Fakultät in Erfurt promoviert. 
Seit 1990 ist Körner sowohl Leiter des Exerzitienwerkes des Teresianischen Karmels in Deutschland als auch Rektor am ordenseigenen Exerzitienhaus (Karmel St. Teresa) in Birkenwerder bei Berlin, wo er als Kursleiter arbeitet. Körner ist Mitglied der Europäischen Akademie der Wissenschaften und Künste und hat die Schriftleitung der geistlichen Quartalsschrift KARMELimpulse.
Reinhard Körner ist Autor von Veröffentlichungen zu Fragen der geistlichen Theologie, Mystik und des geistlichen Lebens und zur Spiritualität des Karmels.

## Publikationen
- Wenn der Mensch Gott sucht … Glaubensorientierung an der Berg-Karmel-Skizze des hl. Johannes vom Kreuz, Leipzig 2012, 2. Auflage, ISBN 978-3-7462-1438-2.
- ‘I have called you friends’. Suggestions for the spiritual life, based on the farewell discourses of Jesus, Oxford 2012, ISBN 978-0-7283-0196-2.
- Ich bleibe bei euch …  Im Abendmahl Jesu zur Kirche werden, Leipzig 2011, ISBN 978-3-7462-3289-8.
- Jesus bleibt Kleinbauer, Münsterschwarzach 2010, ISBN 978-3-89680-478-5.
- Noch einmal den Anfang wagen. Wege zu einem neuen Christsein, Leipzig 2010, ISBN 978-3-7462-2954-6. (Dieser Titel ist eine unveränderte Wiederveröffentlichung seiner beiden Bücher »Weisheit – die Spiritualität des Menschen« (2004) und »Die Zeit ist reif« (2005).)
- Mit Gott auf Du und Du. Von der christlichen Art, Mensch zu sein, Münsterschwarzach 2010, ISBN 978-3-89680-457-0.
- Gott ist auch wer!, Leipzig 2010, ISBN 978-3-7462-2841-9.
- Jesus braucht Kleinbauern – und solche, die es werden wollen, Münsterschwarzach 2009, ISBN 978-3-89680-415-0.
- Warum ich an das ewige Leben glaube, Leipzig 2012; 3. Auflage, ISBN 978-3-7462-3053-5.
- Jesus für Kleinbauern – und solche, die es werden wollen, Münsterschwarzach 2008, ISBN 978-3-89680-368-9.
- (Hg.): Quellen lebendigen Wassers. Kernworte christlicher Mystik für die Spiritualität im Alltag, Leipzig 2008, ISBN 978-3-7462-2334-6.
- Credo. Mein christliches Glaubensbekenntnis, Leipzig 2007, ISBN 978-3-7462-2275-2.
- Mein Glaubensbekenntnis. Mit Bildern von Sieger Köder, Leipzig 2008, ISBN 978-3-7462-2593-7.
- Unterwegs mit dir, Jesus. Ermutigung zur Nachfolge, Leipzig: Benno 2007, ISBN 978-3-7462-2183-0.
- Suffering. Why all this suffering? What do I do about it? Fairacres Publications, Oxford 2006, ISBN 978-0-7283-0168-9.
- Dunkle Nacht. Mystische Gotteserfahrung nach Johannes vom Kreuz, Münsterschwarzach 2006, ISBN 978-3-87868-654-5.
- DU, GOTT. Christliche Spiritualität aus dem Teresianischen Karmel, Leipzig 2005, ISBN 978-3-7462-1965-3.
- Das Vaterunser. Spiritualität aus dem Gebet Jesu, Leipzig 2011; 4. Auflage, ISBN 978-3-7462-2489-3.
- Was ist inneres Beten?, Münsterschwarzach 2006, 3., überarb. Auflage, ISBN 978-3-87868-616-3.
- Weisheit – die Spiritualität des Menschen, Leipzig 2004, ISBN 978-3-7462-1697-3.
- Die Zeit ist reif: Fünf Schritte zu einem neuen Christsein, Leipzig 2005, ISBN 978-3-7462-1879-3.